# Kurozwęki (gromada)
Kurozwęki – dawna gromada, czyli najmniejsza jednostka podziału terytorialnego Polskiej Rzeczypospolitej Ludowej w latach 1954–1972.
Gromady, z gromadzkimi radami narodowymi (GRN) jako organami władzy najniższego stopnia na wsi, funkcjonowały od reformy reorganizującej administrację wiejską przeprowadzonej jesienią 1954 do momentu ich zniesienia z dniem 1 stycznia 1973, tym samym wypierając organizację gminną w latach 1954–1972.
Gromadę Kurozwęki z siedzibą GRN w Kurozwękach utworzono – jako jedną z 8759 gromad na obszarze Polski – w powiecie buskim w woj. kieleckim, na mocy uchwały nr 13a/54 WRN w Kielcach z dnia 29 września 1954. W skład jednostki weszły obszary dotychczasowych gromad Kurozwęki, Czernica (bez gajówki Batóg), Ponik, Wólka Żabna i Zagrody ze zniesionej gminy Kurozwęki oraz Niemścice ze zniesionej gminy Oględów w tymże powiecie.
Dwa dni później, 1 października 1954, gromada weszła w skład nowo utworzonego powiatu staszowskiego w tymże województwie, gdzie ustalono dla niej 20 członków gromadzkiej rady narodowej.
31 grudnia 1959 do gromady Kurozwęki przyłączono wieś Oględów i kolonię Karczmy Łubnickie ze zniesionej gromady Sielec.
31 grudnia 1961 do gromady Kurozwęki przyłączono wsie Kotuszów i Jabłonica, przysiółki Dorozów i Góry Jabłonickie oraz teren byłego folwarku Kotuszów ze zniesionej gromady Kotuszów.
Gromada przetrwała do końca 1972 roku, czyli do kolejnej reformy gminnej.